# باتلاقی شور (سرده)
باتلاقی شور (سرده) (نام علمی: Halocnemum) نام یک سرده از تیره تاج‌خروسیان است.